# 永靖獸魂碑
23°55′14″N 120°32′46″E / 23.920626°N 120.546084°E

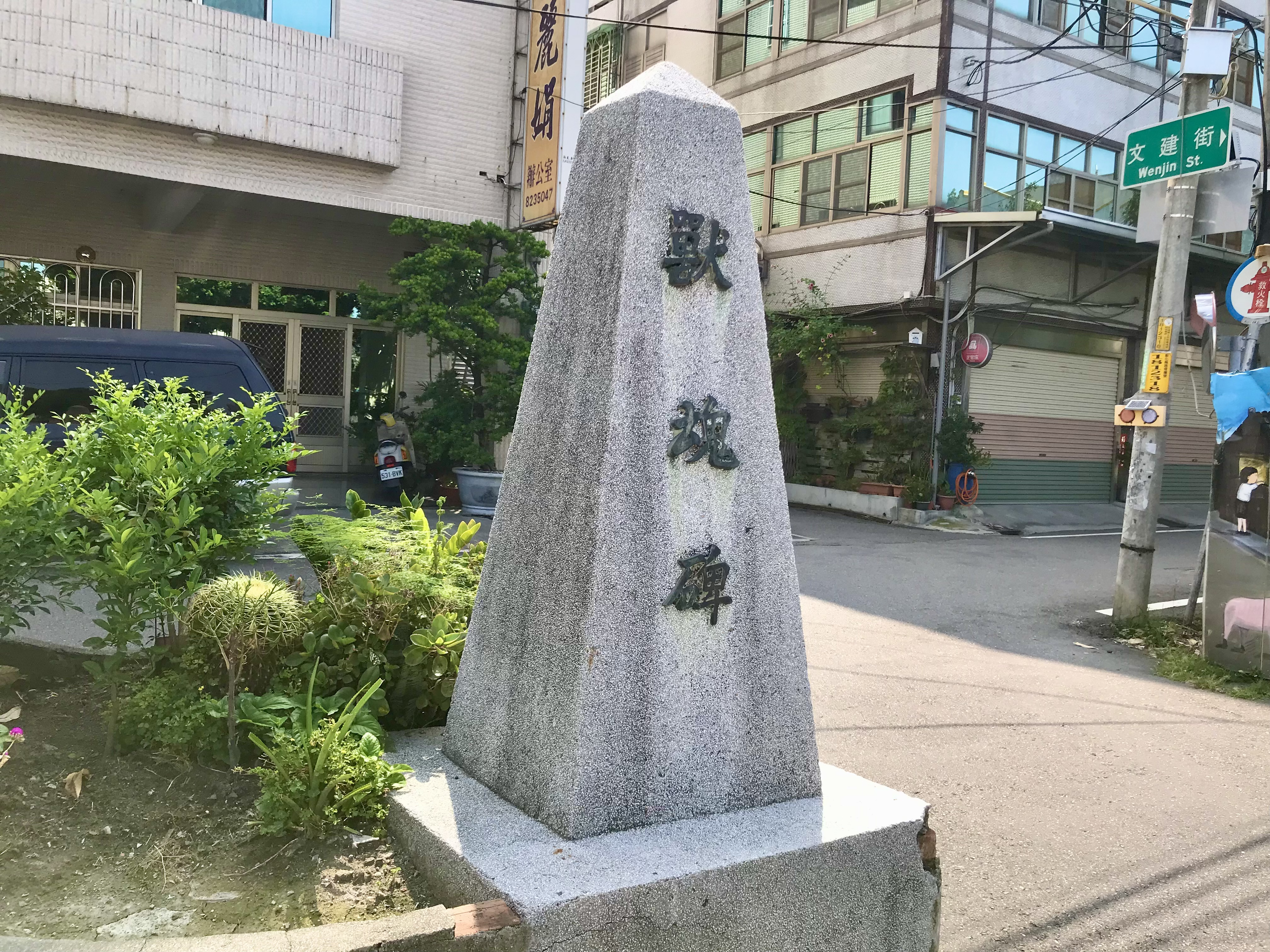
永靖獸魂碑

永靖獸魂碑，是位於臺灣彰化縣永靖鄉永東村的獸魂碑，因當地曾有屠宰場而建立。

## 歷史
在今日的永靖鄉永安街與文建街轉角，曾有一間日本統治時期的屠宰場。早年周圍只有竹林、草叢，加上夜半時傳出豬被宰殺的聲音，讓路過居民不安，因此建立一座以水泥為底座，上窄下寬、圓盤為底、豎有旗桿的獸魂碑以作祭祀。每逢農曆五月十八日，當地人會請師公唸經超度獸魂。
1986年時，永靖獸魂碑改建為今貌。為洗石子施作、方座、尖碑模樣。
溪湖鎮的彰化縣肉品市場開張後，屬於縣府土地的永靖屠宰場停止使用，並於2003年末開始拆除，但依然保留永靖獸魂碑作紀念。在屠宰場拆除後，民眾就不再祭拜該碑，只偶然有人前來憑弔。當地畫家蔣鴻銘則將昔日眾人祭祀獸魂碑的樣子畫成彩繪牆，成為在地打卡景點。員林市靜修國小教師邱美都，將此碑撰寫在書籍《走讀永靖街：大家來寫村史》。
2018年，彰化縣政府文化局接到永靖鄉公所轉陳地方意見，希望基於環境考量與交通便捷，移除永靖獸魂碑。縣府原在6月17日作普度儀式後就拆除，但被地方文史工作者趕來阻止。陳婉真也在當天於臉書支持留在原處。之後，地方文化人士將該碑提報為彰化縣歷史建築，但非舊物而未審議通過，於2020年解除列冊。